# Lantanowce
| Lantanowce |           |        |
| l.a.       | nazwa     | symbol |
| 57         | Lantan    | La     |
| 58         | Cer       | Ce     |
| 59         | Prazeodym | Pr     |
| 60         | Neodym    | Nd     |
| 61         | Promet    | Pm     |
| 62         | Samar     | Sm     |
| 63         | Europ     | Eu     |
| 64         | Gadolin   | Gd     |
| 65         | Terb      | Tb     |
| 66         | Dysproz   | Dy     |
| 67         | Holm      | Ho     |
| 68         | Erb       | Er     |
| 69         | Tul       | Tm     |
| 70         | Iterb     | Yb     |
| 71         | Lutet     | Lu     |

Lantanowce – grupa pierwiastków chemicznych wydzielona z 6 okresu układu okresowego. Ich nieoficjalny wspólny symbol to Ln.
Rozpoczyna się ona od lantanu (liczba atomowa 57) i kończy na lutecie (liczba atomowa 71). Łącznie liczy ona 15 pierwiastków: lantan, cer, prazeodym, neodym, promet, samar, europ, gadolin, terb, dysproz, holm, erb, tul, iterb i lutet.
Lantanowce dzieli się na podgrupę ceru (Ce, Pr, Nd, Pm, Sm, Eu, Gd – tzw. lantanowce lekkie) oraz podgrupę terbu (Tb, Dy, Ho, Er, Tm, Yb, Lu – tzw. lantanowce ciężkie).
Lantanowce mają bardzo zbliżone właściwości fizyczne i chemiczne. Są to metale, które mogą osiągać maksymalny stopień utlenienia IV, choć najczęściej występują na III stopniu utlenienia. Możliwość występowania lantanowców na II i IV stopniu utlenienia tłumaczy się różnicami stanu energetycznego elektronów na poziomie 4f w zależności od ich liczby. Elektrony najtrwalej są związane wówczas, gdy poziom 4f zapełniony jest do połowy (7 elektronów) lub całkowicie, dlatego najtrwalszą konfigurację poziomu 4f mają gadolin i lutet. Stopień utlenienia IV przejawiają Ce, Pr, Tb, Dy, a stopień utlenienia II – Nd, Pm, Sm, Eu, Tm, Yb, tj. pierwiastki, których liczba elektronów na poziomie 4f jest bliska 0, 7 i 14.
Wpływ elektronów przybywających do podpowłoki 4f, jest słabszy niż elektronów przybywających do podpowłoki (n-1)d w pierwiastkach zewnątrzprzejściowych. Przeważającym czynnikiem jest przyciąganie elektronów walencyjnych przez jądro. Ładunek jądra zwiększa się w kierunku od ceru do lutetu, co powoduje zmniejszanie promieni atomowych i jonowych lantanowców ze wzrostem liczby atomowej, czyli tzw. kontrakcję lantanowców.
W przyrodzie występują w formie mieszanych minerałów, z których trudno jest wyodrębnić czyste pierwiastki. Główny minerał, w którym występuje lantan i kilka lantanowców, to monacyt.
Lantanowce razem ze skandowcami (itr i skand) określane są zwyczajowo mianem metali ziem rzadkich, gdyż dawniej uważano, że występują one stosunkowo rzadko. Obecnie wiadomo jednak, że ich zawartość w skorupie ziemskiej nie jest mniejsza od zawartości niektórych metali użytkowych oraz że ich minerały są znacznie bardziej rozpowszechnione, niż sądzono dawniej.
W geochemii stosuje się skrót REE (rare earth element) dla pierwiastków ziem rzadkich (lantanowców plus itr i skand). Wchodzą one zazwyczaj wszystkie razem w skład minerałów bardzo trwałych i odpornych na wietrzenie.

## Lista lantanowców oraz ich podstawowe właściwości
Lantanowce według IUPAC
| Pierwiastek chemiczny         | La    | Ce     | Pr   | Nd   | Pm   | Sm   | Eu    | Gd     | Tb   | Dy    | Ho   | Er    | Tm   | Yb   | Lu      |
| ----------------------------- | ----- | ------ | ---- | ---- | ---- | ---- | ----- | ------ | ---- | ----- | ---- | ----- | ---- | ---- | ------- |
| Liczba atomowa                | 57    | 58     | 59   | 60   | 61   | 62   | 63    | 64     | 65   | 66    | 67   | 68    | 69   | 70   | 71      |
| Zdjęcie                       |       |        |      |      |      |      |       |        |      |       |      |       |      |      |         |
| Gęstość (g/cm³)               | 6,162 | 6,770  | 6,77 | 7,01 | 7,26 | 7,52 | 5,244 | 7,90   | 8,23 | 8,540 | 8,79 | 9,066 | 9,32 | 6,90 | 9,841   |
| Temperatura topnienia (°C)    | 920   | 795    | 935  | 1024 | 1042 | 1072 | 826   | 1312   | 1356 | 1407  | 1461 | 1529  | 1545 | 824  | 1652    |
| Konfiguracja elektronowa      | 5d1   | 4f15d1 | 4f3  | 4f4  | 4f5  | 4f6  | 4f7   | 4f75d1 | 4f9  | 4f10  | 4f11 | 4f12  | 4f13 | 4f14 | 4f145d1 |
| Ln3+ konfiguracja elektronowa | 4f0   | 4f1    | 4f2  | 4f3  | 4f4  | 4f5  | 4f6   | 4f7    | 4f8  | 4f9   | 4f10 | 4f11  | 4f12 | 4f13 | 4f14    |
| Ln3+ promień (pm)             | 103   | 102    | 99   | 98,3 | 97   | 95,8 | 94,7  | 93,8   | 92,3 | 91,2  | 90,1 | 89    | 88   | 86,8 | 86,1    |